# ليزلي دونوفان
ليزلي دونوفان (بالإنجليزية: Leslie Donovan)‏ هو سياسي أمريكي، ولد في 5 مايو 1936. حزبياً، نشط في الحزب الجمهوري. وقد انتخب عضو مجلس ولاية كانساس.